# Avenida Presidente Roque Sáenz Peña

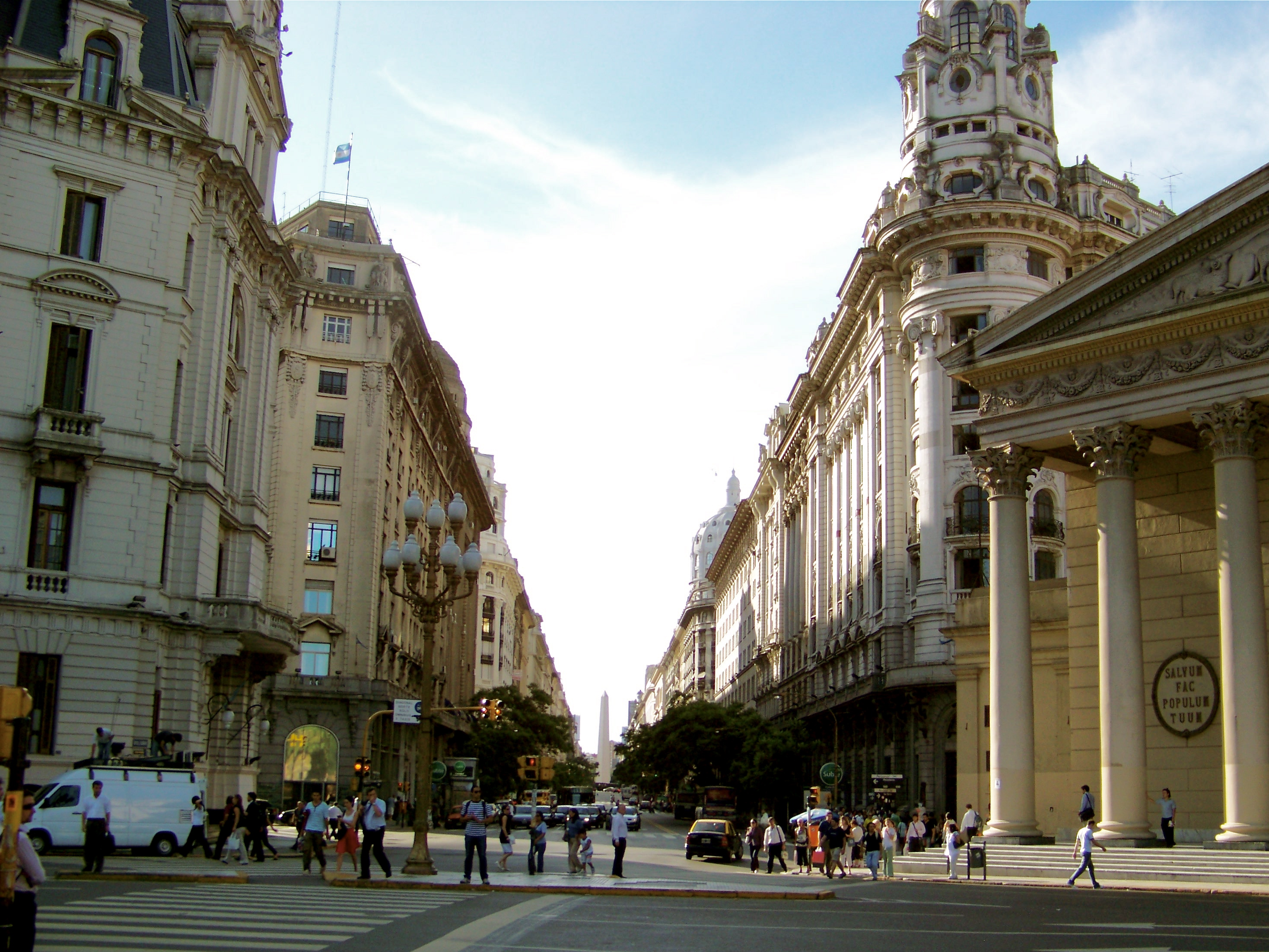
Die Av. Pr. Roque Sáenz Peña

Die Avenida Presidente Roque Sáenz Peña ist eine Hauptstraße im Stadtteil San Nicolás der argentinischen Hauptstadt Buenos Aires. Unter den Einwohnern der Stadt ist sie auch als Diagonal Norte bekannt. Sie verläuft in südöstlich-nordwestlicher Richtung und durchschneidet somit das Schachbrettmuster, in dem Buenos Aires größtenteils angelegt ist. Die Avenida Presidente Roque Sáenz Peña wurde nach dem ehemaligen argentinischen Präsidenten Roque Sáenz Peña benannt, der das Land von 1910 bis 1914 regierte und in seiner Amtszeit das allgemeine Wahlrecht, geheime Abstimmung und Wählerregister durchsetzte. 

## Beschreibung
Die Avenida Presidente Roque Sáenz Peña hat ihren Anfang an der nordwestlichen Ecke der Plaza de Mayo. Sie verläuft dann in nordwestlicher Richtung und kreuzt dabei die folgenden Straßen: Calle Perú, Calle Bartolomé Mitre, Calle Maipú, Calle Juan D. Perón, Calle Esmeralda, Calle Sarmiento, Calle Suipacha, Calle Carlos Pellegrini und erreicht dann die Plaza de la República, Standort des Obelisco de Buenos Aires und Kreuzung der Avenida 9 de Julio und der Avenida Corrientes. Nach der Plaza de la República verläuft sie weiter in diagonaler Richtung, überquert die Calle Cerrito und endet schließlich an der Kreuzung der Calle Lavalle und Avenida Libertad, der Plaza Lavalle, gegenüber vom Palacio de Justicia (Justizpalast).
Die bedeutendsten Bauwerke entlang der Avenida sind das Edificio Menéndez-Behety nahe dem östlichen Ende und der Obelisk. 

## Verkehrsanbindung
Unter der Avenida Presidente Roque Sáenz Peña verläuft die Linie D der U-Bahn von Buenos Aires. Die Haltestellen der Linie auf der Avenida heißen Catedral und 9 de Julio. Eine dritte Station, Tribunales, befindet sich nahe ihrem westlichen Ende. Die Linie B hält an der nahe gelegenen Haltestelle Carlos Pellegrini. Die Linie C kann man an der Station Diagonal Norte erreichen.
Koordinaten: 34° 36′ 20,5″ S, 58° 22′ 40,7″ W